# Tone

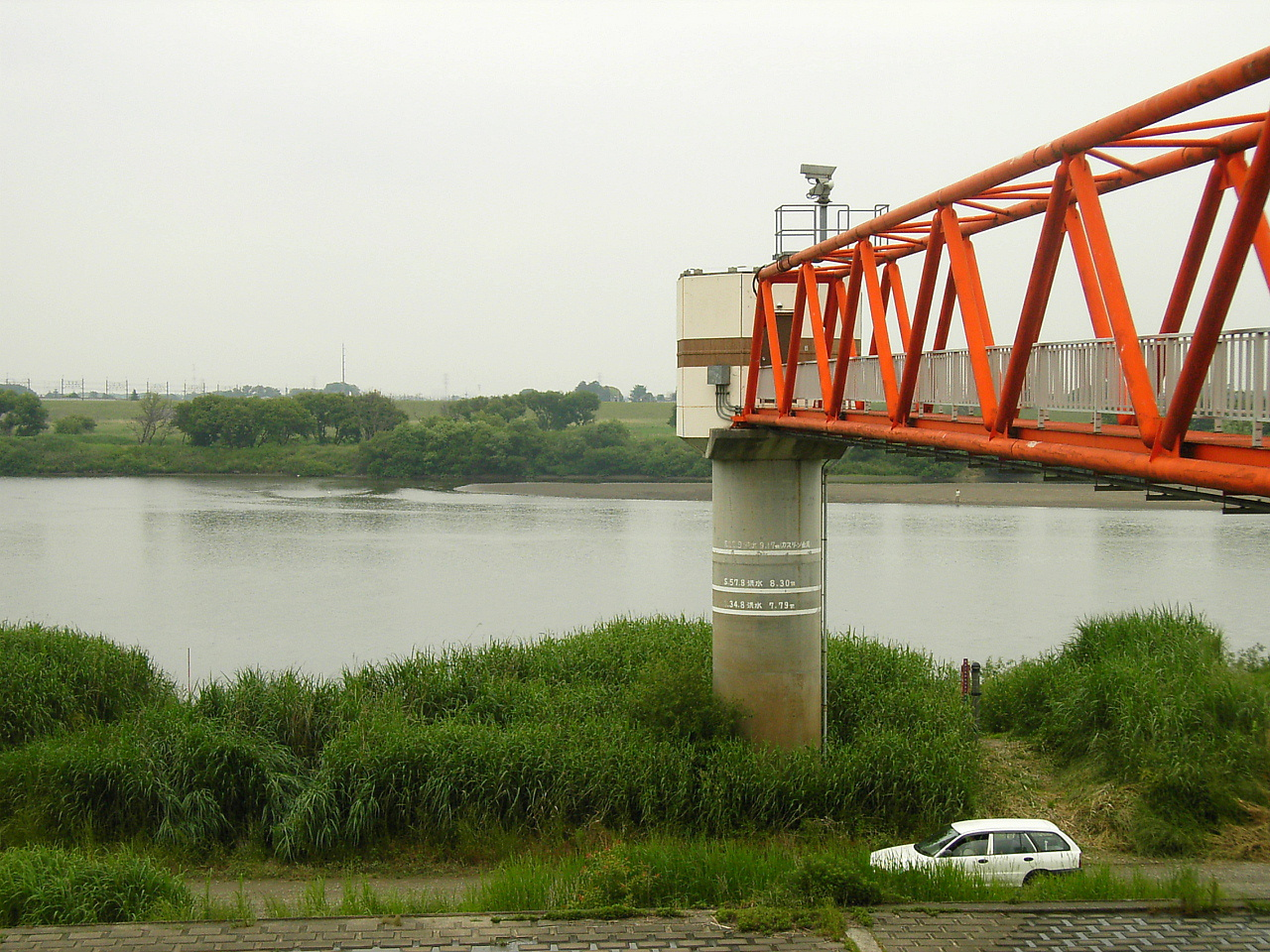
Vodočetná stanice Kurihaši na řece Tone (červen 2005)

Tone (japonsky 利根川; Tonegawa) je řeka v oblasti Kantó na ostrově Honšú v Japonsku. Je 322 km dlouhá (druhá nejdelší v Japonsku po Šinanu) a její povodí má rozlohu 16 840 km² (největší v Japonsku).
Řeka je někdy přezdívána Bandó Taró (板東太郎) – Bandó je zastaralý název pro Kantó a Taró je oblíbené jméno pro nejstaršího syna.
Tone je považována za jednu ze tří nejslavnějších japonských řek společně s Jošino na Šikoku a Čikugo na Kjúšú.
Japonské císařské námořnictvo podle této řeky pojmenovalo dva křižníky: chráněný křižník Tone (spuštěný na vodu roku 1907) a těžký křižník Tone (spuštěný na vodu roku 1937).

## Průběh toku
Pramen řeky leží na hoře Óminakami (大水上山; Óminakamijama), která se rozkládá na pomezí prefektur Gunma a Niigata v horském hřbetu Ečigo (越後山脈 Ečigo sanmjaku). Tone shromažďuje vody z mnoha přítoků a nakonec se vlévá hlavním ramenem do Tichého oceánu ve městě Čóši v prefektuře Čiba. Od řeky Tone se odděluje rameno Edo (江戸川; Edogawa) a vlévá se do Tokijské zátoky.
Hlavními přítoky jsou řeky Watarase (渡良瀬川; Watarasegawa), Kinu (鬼怒川; Kinugawa), Omoi (思川; Omoigawa) a Kokai (小貝川; Kokaigawa).

## Historie
Řeka Tone bývala proslulá dramatickými změnami svého řečiště, které nastávaly po každé větší povodni. Dnes je velmi obtížné určit, kudy kdysi protékala.
Tone se původně vlévala do Tokijského zálivu a její dnešní přítoky, jako jsou Watarase a Kinu, měly své vlastní, nezávislé říční systémy. Když se v 17. století stala oblast Kantó politickým centrem Japonska, začalo se zde s úpravami říčního systému, které měly zabránit záplavám a umožnit jeho dopravní využití. Současná podoba řečiště je z největší části výsledkem prací provedených během období Meidži. Velké povodí řeky Tone je tak spíše důsledkem zásahů člověka než dílem přírody.

## Vodní režim
Nejvyšší vodnosti dosahuje na létě. Průměrný průtok vody v ústí činí 256 m³/s a maximální až 500 m³/s.

## Využití
Až do příchodu železnice v 19. století byla Tone důležitou dopravní tepnou. Po řece se přepravovaly nejen místní produkty jako sójová omáčka z Čóši, ale i zboží z oblasti Tóhoku. Vodní doprava je možná do města Koga.
Na řece bylo vybudováno několik přehradních nádrží, které zásobují pitnou vodou více než 30 milionů obyvatel oblasti kolem Tokia a řeka také slouží k zavlažování.